# 細貝知史
細貝 知史（ほそかい ともふみ、1989年3月1日 - ）は、日本のミュージシャン。
ペンギンレコード代表、レコーディングエンジニア、ベーシスト、シンガーソングライター、作曲家、編曲家。

## 経歴
神奈川県出身。
高校時代、軽音楽部に入部したのをきっかけに音楽の道を志す。 沖縄の大学に進学し、ベーシストとして県内外のライブハウスでバンド活動を行う。 
2010年には沖縄国際映画祭のメインステージでの演奏を行う。
その後、バンドを脱退し、東京都板橋区に拠点を移す。 シンガーソングライター、アコースティックギター講師などを経て、2017年、レコーディングスタジオ『Penguin Records』を立ち上げる。
そして現在は、ベーシスト、アコースティックギタリストとしての演奏のほか、バンド,シンガーソングライター,劇伴音楽,Youtuber,Vtuber,ゲーム制作サークルなど様々なジャンルの制作に関わっている。
敬愛するミュージシャンは野田洋次郎(RADWIMPS),星野源,細野晴臣。
無類のJpop好き。そして無類のサウナ好き。
座右の銘は『全てをエンタテイメントに』

### 活動歴
- 第2回沖縄国際映画祭メインステージ出演
- 川崎『はいさいFESTA』メインステージ出演
- 作詞作曲、編曲、およびレコーディングからミックスまでを自ら行った、2:20以内の曲のみのアルバムをリリース
- 『細貝知史短歌集~壱ノ巻~』（2020）
- 『細貝知史短歌集~弐ノ巻~』（2021）
- 板橋不動通り商店街福引抽選会の配信担当

## 参加作品
- 黒沢ダイスケ
- 五十嵐公太（ex：JUDY AND MARY ）
- アイデンティティ
- 木下隆行（TKO）
- 武藤航
- 中井設計
- 藁粥凌
- 黄昏モルガ
- 君らそんなんで委員会
- 桜田いお
- Cross Revol
- CURARE
- 生形拓人

他

### TVアニメ
- TVアニメ『トニカクカワイイ』一部劇伴レコーディング担当

他

## 出展
1. ↑  “細貝知史”. TuneCore Japan. 2022年6月24日閲覧。
2. ↑  “板橋区文化・国際交流財団”. https://www.itabashi-ci.org/cul/abi-individual-music/12736/?genre=&syllabary=. 2022年6月22日閲覧。